# Estádio Olímpico Pedro Ludovico
Estádio Olímpico Pedro Ludovico – stadion piłkarski, w Goiânia, Goiás, Brazylia, na którym swoje mecze rozgrywa klub Goiânia Esporte Clube.